# Calle de Pelayo (Barcelona)
La calle de Pelayo (en catalán, carrer de Pelai) es una calle de Barcelona que marca el límite entre el distrito de Ciutat Vella y el Ensanche. Parte de la plaza de la Universidad y llega a la plaza de Cataluña. El nombre hace referencia al primer rey de Asturias, Don Pelayo. 
Es una de las principales calles comerciales de la ciudad.
En el número 54 está el edificio de los almacenes El Siglo (actualmente C&A) hecho en colaboración entre los arquitectos Eduard Ferrés, Lluís Homs e Ignasi Mas en 1915.
En el número 28 de esta calle estaba la que fue sede del diario La Vanguardia entre octubre de 1903 y abril de 2004, actualmente convertida en un hotel.

## Transporte
- Paradas del metro de Barcelona: Estación de Plaza de Cataluña (L1, L3, L6 y L7) y Estación de Universitat (L1 y L2).